# Гензерівка
Ге́нзерівка — село в Україні, у Яготинській міській громаді Бориспільського району Київської області. Населення становить 400 осіб.
На північ від села розташована ботанічна пам'ятка природи «Телепень».

## Відомі люди
- Ротмістров Володимир Григорович — український агроном, один з засновників сільськогосподарської дослідної оправи в Росії та в Україні.